# Iquique
Iquique er regionhovedstad i Tarapacá-regionen i det nordlige Chile. Byen ligger ved Stillehavet, vest for Atacamaørkenen og har en befolkning på 221.400 (2004). Byen er en vigtig eksporthavn og har et af de største havneanlæg i Sydamerika. Byen kaldes også for Zofri.